# Mak Yong
Mak Yong is een oude theatervorm van de gemeenschappen in Maleisië. 
Het is vocale en instrumentale muziek met gebaren en uitgewerkte kostuums. In specifieke dorpen van Kelantan in het noordwesten van het land, waar deze traditie haar oorsprong heeft, wordt de Mak Yong gebruikt als amusement of als een ritueel van genezing. 
Mak Yong staat sinds 2005 op de Lijst van Meesterwerken van het Orale en Immateriële Erfgoed van de Mensheid.